# Toxotomimus fasciolatus
Toxotomimus fasciolatus är en skalbaggsart som först beskrevs av Fauvel 1906.  Toxotomimus fasciolatus ingår i släktet Toxotomimus och familjen långhorningar. Inga underarter finns listade i Catalogue of Life.